# Núcleo de Poisson
En la teoría del potencial, el núcleo de Poisson o kernel de Poisson es un núcleo integral, utilizado para resolver el problema de Dirichlet en dos dimensiones. Específicamente, sirve para hallar las soluciones a la ecuación de Laplace en dos dimensiones, dadas las condiciones de frontera de Dirichlet sobre un disco unitario. El núcleo puede pensarse como la derivada de la función de Green para la ecuación de Laplace. Su nombre se debe a Siméon Poisson.
El núcleo de Poisson es importante en el análisis complejo porque su integral contra una función definida sobre el círculo unitario — la integral de Poisson — da la extensión de una función definida sobre el círculo unitario para una función armónica sobre el disco unitario. Por definición, las funciones armónicas son soluciones a la ecuación de Laplace, y, en dos dimensiones, las funciones armónicas son equivalentes a las funciones meromórficas. Así, el problema de Dirichlet en dos dimensiones es esencialmente el mismo problema que hallar una extensión meromórfica de una función definida sobre una frontera. 
Los núcleos de Poisson se encuentran a menuddo en aplicaciones en la teoría de control y problemas en dos dimensiones en la electrostática. Frecuentemente, en la práctica, la definición de núcleos de Poisson se extienden a problemas n-dimensionales.

## Núcleos de Poisson en dos dimensiones

### Sobre el disco unitario
En el plano complejo, el núcleo de Poisson para el disco unitario es:
{\displaystyle P_{r}(\theta )=\sum _{n=-\infty }^{\infty }r^{|n|}e^{in\theta }={\frac {1-r^{2}}{1-2r\cos \theta +r^{2}}}=\operatorname {Re} \left({\frac {1+re^{i\theta }}{1-re^{i\theta }}}\right),\ \ \ 0\leq r<1.}
Esto puede considerarse de dos maneras: ya sea como función de r y θ, o como una familia de funciones de θ indexados por r.
Si {\displaystyle D=\{z:|z|<1\}} es el disco unitario en C, y si f es una función continua en el círculo unitario {\displaystyle \partial D} en R, entonces la función u dada por 
{\displaystyle u(re^{i\theta })={\frac {1}{2\pi }}\int _{-\pi }^{\pi }P_{r}(\theta -t)f(e^{it})\,\mathrm {d} t,\ \ \ 0\leq r<1}
o equivalentemente por 
{\displaystyle u(z)={\frac {1}{2\pi }}\,\operatorname {Re} \left(\int _{-\pi }^{\pi }{\frac {e^{it}+z}{e^{it}-z}}f(e^{it})\,\mathrm {d} t\right)}
es armónica en D, y extiende a la función continua sobre {\displaystyle {\bar {D}}} y coincide con f sobre la frontera del disco. 